# Lista de álbuns número um na UK R&B Chart em 2008
Este anexo lista os álbuns que alcançaram a primeira posição na UK R&B Chart, no ano de 2008.
| Data           | Álbum                | Artista |
| -------------- | -------------------- | ------- |
| 23 de Novembro | I Am... Sasha Fierce | Beyoncé |
| 30 de Novembro | I Am... Sasha Fierce | Beyoncé |
| 7 de Dezembro  | I Am... Sasha Fierce | Beyoncé |
| 14 de Dezembro | I Am... Sasha Fierce | Beyoncé |
| 21 de Dezembro | I Am... Sasha Fierce | Beyoncé |
| 28 de Dezembro | I Am... Sasha Fierce | Beyoncé |